# Clara Lowden
Clara Miriam Lowden, född 8 april 1986 i Stockholm, är en svensk journalist, radioproducent, reporter och ljudkonstnär.
Lowden har studerat radioproduktion vid Stockholms dramatiska högskola samt journalistik vid Jakobsbergs Folkhögskola. 
Lowden har arbetat som producent för radioprogrammet Kropp & Själ i P1 mellan 2015 och 2021 samt producerat eller varit reporter för programmen Stil, Känsligt läge, Medierna och Oförnuft och känsla i P1, Felicia i P2, Nagelsalongen i P3 och P3 dokumentär. Under perioden 2011-2012 arbetade hon som nyhetsreporter för Sveriges Radio P4. Lowden har sedan 2020 främst arbetat som grävande journalist, bl.a för Kaliber i P1, med fokus på mäns våld mot kvinnor och sexuella övergrepp mot barn. 
Som ljudkonstnär har Lowden varit verksam vid Elektronmusikstudion i Stockholm sedan 2014. Hon har bland annat ställt ut ljudkonstverk på Norrköpings museum,  och medverkat i SVT. 
År 2020 tilldelades hon Stora radiopriset, Guldörat, i kategorin Årets avslöjande för programserien "De dolda sexövergreppen" i Kaliber i P1 tillsammans med Stina Näslund. Programserien nominerades även till Prix Europa 2021 Hon var även nominerad till  Röda Korsets journalistpris 2019 för programmet "En generation utan föräldrar" med Kropp & Själ i P1. 
Lowden är syster till författaren Martina Lowden.